# Cinquena força
La cinquena força, afegida a les ja quatre forces fonamentals s'ha postulat ocasionalment i es creu que actua més o menys amb la mateixa intensitat que la gravetat (és a dir, és molt més feble que l'electromagnetisme o la força nuclear forta) i té un rang d'una mica menys d'un mil·límetre fins a distàncies còsmiques.
La idea és difícil de comprovar, perquè la gravetat és una força molt feble, de tal manera que la interacció gravitacional entre dos objectes només té una valor apreciable si un dels dos té una massa enorme. Per tant, cal un equip molt precís per a mesurar interaccions gravitacionals entre objectes que són petits comparats amb la Terra. També s'ha de tenir en compte que en els últims anys de la dècada de 1980, els investigadors (Fischbach et al.) que estaven reanalitzant els resultats de Loránd Eötvös de principis de segle van anunciar una cinquena força amb influència en una escala d'uns 100 metres. Es va creure que la força estava relacionada amb la hipercàrrega. Durant els anys següents, altres experiments han intentat sense èxit reproduir aquest resultat.

## Teoria i experimentació
Existeixen almenys tres tipus de recerques que es poden dur a terme, les quins depenen que tipus de força es prengui en compte, i el seu rang d'acció.
Una manera és buscar la cinquena força amb experiments amb el principi d'equivalència: aquest és un dels experiments més importants de la teoria de la gravetat d'Einstein, la relativitat general. Teories alternatives de la gravetat, com la teoria de Brans-Dicke, tenen una cinquena força—possiblement amb un rang d'acció infinit. Això és a causa que les interaccions gravitacions, en teories diferents de la relativitat general, tenen graus de llibertat més enllà del "mètric", la qual cosa dicta la curvatura de l'espai, i diferents tipus de graus de llibertat produeixen diferents efectes. Per exemple, un camp escalar no pot produir que la llum es corbi. La cinquena força es manifestaria per si sola fent efecte en les òrbites d'un sistema solar, la qual cosa es diu l'efecte Nordtvedt. Això es comprova amb el Laser Ranging Retro-Reflector i amb interferometría de molt llarga base.
Un altre tipus de cinquena força apareix en la Teoria Kaluza-Klein, on l'univers té dimensions extra, o en supergravetat o en la teoria de cordes és la força de Yukawa, la qual es transmet per un camp escalar lumínic (és a dir, un camp escalar amb una longitud d'ona Compton llarga que determina el rang d'acció). Això ha provocat recentment gran interès, com una teoria d'extra dimensió—dimensió supersimétrica i gran amb una grandària alguna cosa menor que un mil·límetre—que ha portat a un esforç experimental per comprovar la gravetat en aquestes escales tan petites. Per dur-ho a terme fan mancada experiments extremadament sensibles que busquin una desviació de la llei de l'invers del quadrat de la gravetat en un rang de distàncies. Bàsicament, s'estan buscant signes que la interacció Yukawa es dispara a certa longitud.
Investigadors australians, en un intent de mesurar la Constant de la gravitació en el profund d'una mina, van descobrir una discrepància entre el valor predit i el valor mesurat. Van arribar a la conclusió que els resultats poden explicar-se a causa d'una cinquena força repulsiva amb rang d'uns quants centímetres a quilòmetres. Experiments similars s'han dut a terme a bord del submarí USS Dolphin (AGSS-555) mentre estava submergits en el més profund. Es van trobar discrepàncies en mesurar la constant gravitacional (d'uns pocs percents) en un pou profund en la capa de gel de Groenlàndia, però no va ser possible eliminar una possible font geològica per a les observacions obtingudes.
Alguns experiments van usar "lake" i una torre de 320 m d'alt. Una revisió va suggerir que no hi ha una evidència certa d'una cinquena força, encara que els científics encara l'estan buscant. L'article de Fishbach va ser escrit en 1992 i des de llavors ha sortit a la llum una altra evidència que pot indicar que existeix la cinquena força.
Els experiments a dalt indicats busquen una cinquena força que és, com la gravetat, independent de la composició d'un objecte, per tant tots els objectes estan subjectes per força en proporció a les seves masses. Les forces que depenen de la composició d'un objecte poden ser comprovades sensiblement mitjançant un experiment amb una balança de torsió de les quals va inventar Loránd Eötvös. Aquestes forces poden dependre, per exemple, del rati dels protons als neutrons en el nucli atòmic, o de la quantitat relativa de diferents tipus d'energia d'enllaç en el nucli (vegeu la fórmula de massa semi-empírica). Les cerques s'han realitzat des de rangs molt petits, fins a escales de centenars de quilòmetres, i també a escales de la Terra, el Sol, i la matèria fosca al centre de la galàxia.

## Altres interaccions
Alguns físics pensen que la teoria de la gravetat d'Einstein haurà de ser modificada, no només a petites escales, sinó també en les grans distàncies, o el que equival a petites acceleracions. Han indicat que la matèria fosca, energia fosca i fins i tot l'anomalia Pioneer no estan explicades pel model estàndard de física de partícules i suggereixen una modificació de la gravetat, que possiblement resulti de la dinàmica Newtoniana modificada o del Principi hologràfic. Això és fonamentalment diferent de les idees convencionals d'una cinquena força, ja que es fa més forta de manera de forma semblant a la gravetat a grans distàncies.